# (29791) 1999 CC65
A (29791) 1999 CC65 a Naprendszer kisbolygóövében található aszteroida. A LINEAR projekt keretében fedezték fel 1999. február 12-én.